# Peugeot 407

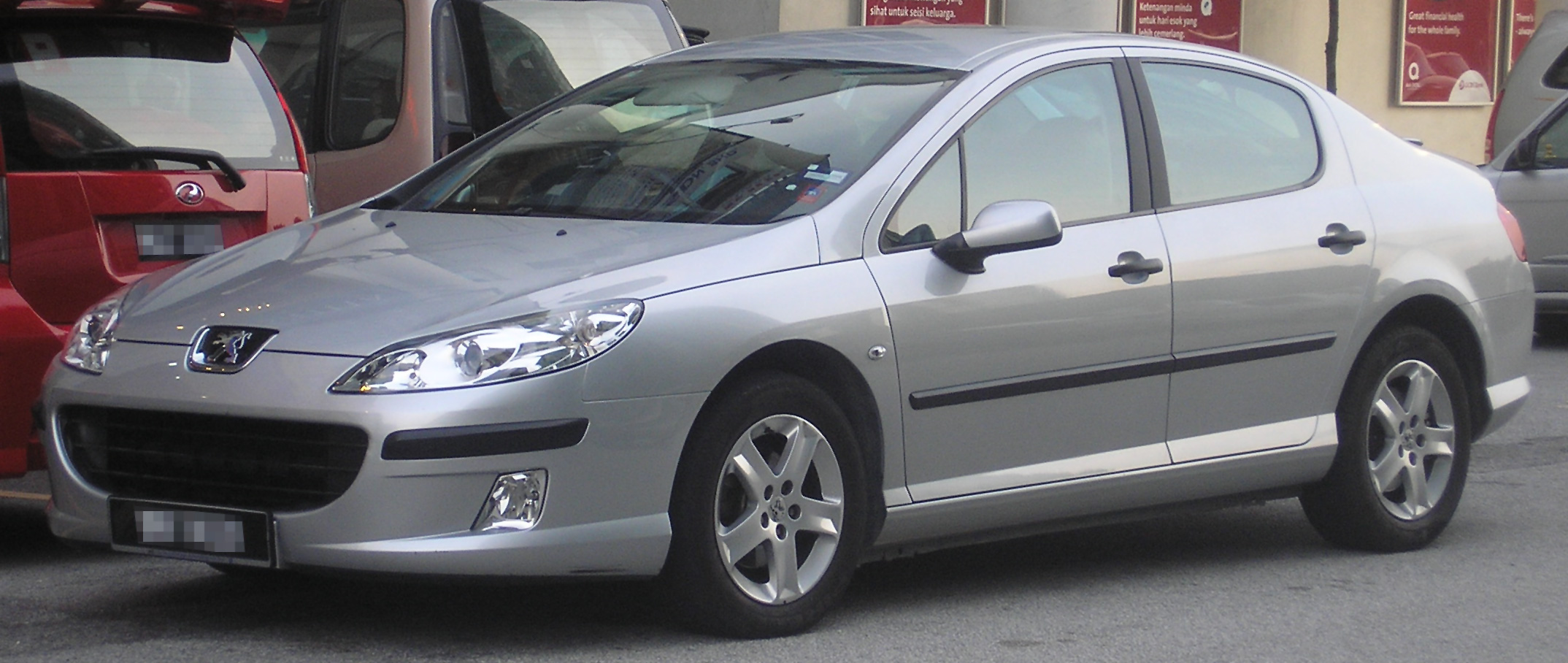

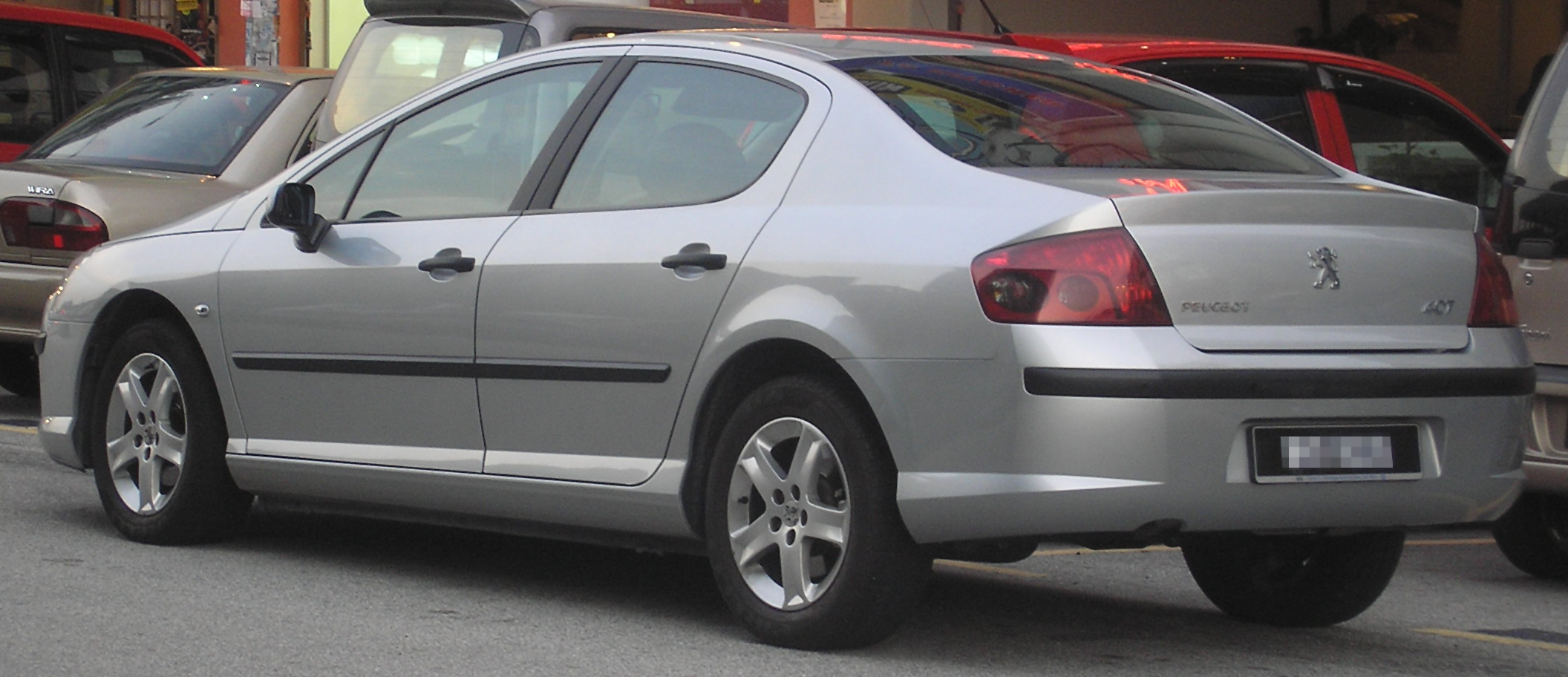

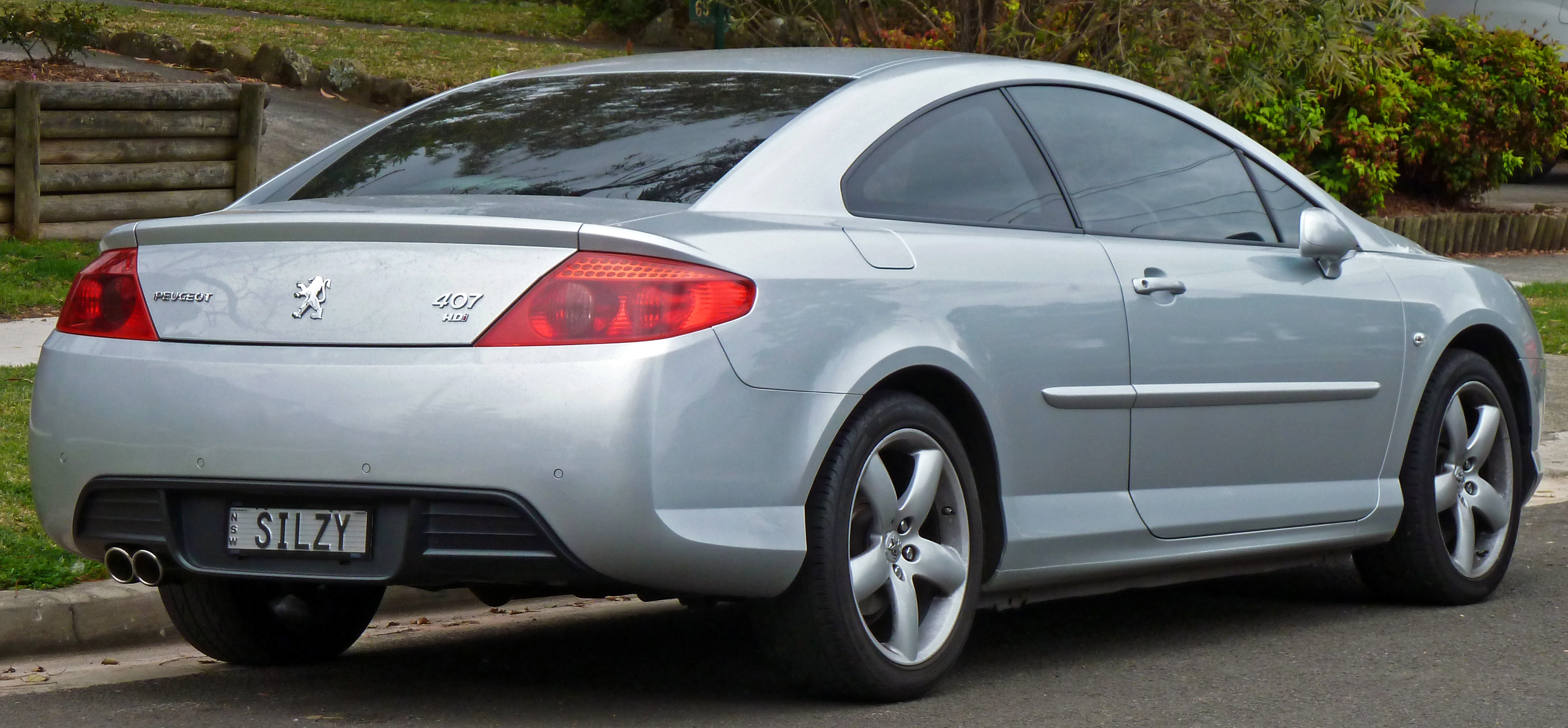

Peugeot 407 este un automobil de clasă medie (D) produs de Peugeot din 2004 până în 2010. Se comercializa în caroseriile: Sedan, Coupé și Break. 407 împreună cu modelul 607, au fost înlocuite de 508 în 2011. 407 a fost nominalizat pentru premiul "Car Of The Year" (COTY) în 2005.
407 s-a lansat pe 27 mai 2004. Alternativa Break, numită 407 SW, a fost lansată cu patru luni mai târziu, iar derivarea Coupe, în 2006. Sedan-ul și SW-ul primesc o revizuire minoră în vara 2008. Are cele mai bune suspensii din clasă (la acea vreme).

## Motoare
| Model    | Tipul motorului | Cilindri supape | Deplasare              | Putere                  | Cuplu                  | Anii      |
| -------- | --------------- | --------------- | ---------------------- | ----------------------- | ---------------------- | --------- |
| Benzină  |                 |                 |                        |                         |                        |           |
| 1.8i 16V | EW7 (6FZ)       | 4 / 16          | 1,749 cc (106.7 cu in) | 116 PS (85 kW; 114 hp)  | 163 N·m (120 lb·ft)    | 2004–2005 |
| 1.8i 16V | EW7 (6FY)       | 4 / 16          | 1,749 cc (106.7 cu in) | 125 PS (92 kW; 123 hp)  | 170 N·m (130 lb·ft)    | 2005–     |
| 2.0i 16V | EW10 (RFN)      | 4 / 16          | 1,997 cc (121.9 cu in) | 136 PS (100 kW; 134 hp) | 190 N·m (140 lb·ft)    | 2004–2005 |
| 2.0i 16V | EW10 (RFJ)      | 4 / 16          | 1,997 cc (121.9 cu in) | 140 PS (100 kW; 140 hp) | 200 N·m (150 lb·ft)    | 2005–     |
| 2.2i 16V | EW12 (3FZ)      | 4 / 16          | 2,230 cc (136 cu in)   | 158 PS (116 kW; 156 hp) | 217 N·m (160 lb·ft)    | 2004–2005 |
| 2.2i 16V | EW12 (3FY)      | 4 / 16          | 2,230 cc (136 cu in)   | 163 PS (120 kW; 161 hp) | 220 N·m (160 lb·ft)    | 2005–     |
| 2.9i V6  | ES9 (XFV)       | 6 / 24          | 2,946 cc (179.8 cu in) | 211 PS (155 kW; 208 hp) | 290 N·m (210 lb·ft)    | 2004–2008 |
| Diesel   |                 |                 |                        |                         |                        |           |
| 1.6 HDi  | DV6 HDi (9HZ)   | 4 / 16          | 1,560 cc (95 cu in)    | 109 PS (80 kW; 108 hp)  | 240 N·m (180 lb·ft)    | 2004–     |
| 2.0 HDi  | DW10 HDi (RHL)  | 4 / 16          | 1,997 cc (121.9 cu in) | 126 PS (93 kW; 124 hp)  | 126 PS (93 kW; 124 hp) | 2004–     |
| 2.0 HDi  | DW10 HDi (RHR)  | 4 / 16          | 1,997 cc (121.9 cu in) | 136 PS (100 kW; 134 hp) | 320 N·m (240 lb·ft)    | 2004–     |
| 2.2 HDi  | DW12 (4HT)      | 4 / 16          | 2,179 cc (133.0 cu in) | 170 PS (130 kW; 170 hp) | 370 N·m (270 lb·ft)    | 2006–     |
| 2.7 HDi  | DT17 (UHZ)      | 6 / 24          | 2,720 cc (166 cu in)   | 204 PS (150 kW; 201 hp) | 440 N·m (320 lb·ft)    | 2006–     |
| 3.0 HDi  | DT17 (UHZ)      | 6 / 24          | 2,992 cc (182.6 cu in) | 240 PS (180 kW; 240 hp) | 450 N·m (330 lb·ft)    | 2009–     |

## Apariții în media
Prima reclamă, numită "The Toys" ("Jucăriile" sau "Les Jouets" în Franceză), arăta ca celelalte mașini sunt niște jucării pe lângă noul 407. Coordonat de Philippe André pentru agenția franceză "BETC Euro RSCG", reclama a fost filmată în Sydney, Australia (vedem autoturisme traversând "the Sydney Harbour Bridge"). André realizând 20 "douăzeci" de modele de mașini, care par niște jucării din LEGO, special pentru filmare. Coloana sonoră este furnizată de duo-ul francez, "The Film", formată din Guillaume Brière și Benjamin Lebeau, cu melodia lor "Can You Touch Me", o adaptare a unei melodii mai vechi, "Can You Trust Me".
407 a apărut și în filmul "Taxi 4".

## Concepte prefigurante
Versiunea Sedan a fost prefigurată de conceptul "407 Elixir" la "Salonul Auto de la Frankfurt" în 2003. "407 Silhouette" este o mașină de curse, cu un Design apropiat de cel al Coupe-ului din gamă. Versiunea Coupe a fost prefigurată identic de show-car-ul "407 Prologue" la "the 2005 Geneva Motor Show".
"407 Macarena" este un concept de Cabrio cu 4 uși construit împreună cu Heuliez și prezentat la "the 2006 Geneva Motor Show", din păcate, a fost doar un "show-car" și nu a atins producția de serie...

## Vânzări
| An   | Vânzări |
| ---- | ------- |
| 2004 | 165,000 |
| 2005 | 259,000 |
| 2006 | 181,500 |
| 2007 | 136,000 |
| 2008 | 81,400  |
| 2009 | 39,500  |

## Succesorul 508
În noiembrie 2009 Philippe Varin din PSA anunța că succesorul lui Peugeot 407 se va numi Peugeot 508, lansat la Paris în 2010. 508 Sedan este cu 12 centimetri mai lung decât 407, și va înlocui totodată, modelul 607. Numele 408 este utilizat pentru sedanul lui 308, vândut doar în China.